# 国際農業研究協議グループ
国際農業研究協議グループ（こくさいのうぎょうけんきゅうきょうぎグループ、CGIAR (Consultative Group on International Agricultural Research））とは、開発途上国の農林水産業の生産性向上、技術発展、貧困削減、環境保全を目的に1971年に設立された国際組織。事務局はモンペリエに置かれている。以下では英語名称であるCGIARの表記を用いる。

## 概要
1971年に、世界銀行・国連食糧農業機関・国連開発計画等の主導の下、各国政府・地域連合組織・民間団体などが参加して結成された。2005年時点では、63の機関または国が参加メンバーとなっている。傘下には15の国際機関があり、それぞれは独立した研究所として機能している。
CGIARの源流は、ロックフェラー財団が主導して行ってきた研究計画や研究機関（IRRI, ICRISAT, CIAT, CIMMYT, IITA）にある。1940年代 - 50年代に始まった研究によって、1960年代 - 70年代に国際的な穀物生産性向上（緑の革命）が達成され、大規模な飢餓が回避されたことにより、更に多くの国際農業研究機関が設立されることになった。それらのネットワークをつくる機関として、1971年にCGIARが設立された。
現在の使命は、農林水産業およびそれに関連する政策・環境分野での学術研究・関連活動を通して、開発途上国の持続可能な食糧安全保障を達成することである。また、これに関連して次の5つを重視する項目として取り上げている。
- 持続可能な生産
- 途上国の農業研究体系の強化
- 品種改良
- 遺伝資源の保全・収集
- 技術の普及および各国の政策改善への働きかけ

## 所属研究機関
| 研究機関                                                                                        | 本部所在地                     |
| ----------------------------------------------------------------------------------------------- | ------------------------------ |
| 国際熱帯農業センター (CIAT)                                                                     | カリ, コロンビア               |
| 国際森林・林業研究センター (CIFOR)                                                              | ボゴール, インドネシア         |
| 国際トウモロコシ・コムギ改良センター (CIMMYT)                                                   | エルバタン, メキシコ           |
| 国際馬鈴薯センター (CIP)                                                                        | リマ, ペルー                   |
| 国際乾燥地農業研究センター (ICARDA)                                                             | アレッポ, シリア               |
| ワールドフィッシュセンター (WorldFish Center)                                                   | ペナン, マレーシア             |
| 国際アグロフォレストリー研究センター (International Centre for Research in Agroforestry, ICRAF) | ナイロビ, ケニア               |
| 国際半乾燥熱帯作物研究所 (ICRISAT)                                                              | パタンチェル, インド           |
| 国際食料政策研究所 (IFPRI)                                                                      | ワシントンD.C., アメリカ合衆国 |
| 国際水管理研究所 (IWMI)                                                                         | コロンボ, スリランカ           |
| 国際熱帯農業研究所 (IITA)                                                                       | イバダン, ナイジェリア         |
| 国際畜産研究所 (ILRI)                                                                           | ナイロビ, ケニア               |
| 国際生物多様性センター                                                                          | マッカレーゼ, イタリア         |
| 国際稲研究所 (IRRI)                                                                             | ロスバニョス, フィリピン       |
| アフリカ稲センター (Africa Rice Center)                                                         | アビジャン, コートジボワール   |

## 参加メンバー
国連機関・国際金融機関など
アジア開発銀行
アフリカ開発銀行
アラブ経済社会開発基金
国際開発基金
国際開発研究センター
国際農業開発基金
国際連合食糧農業機関
国連開発計画
国連環境計画
世界銀行
米州開発銀行
石油輸出国機構
湾岸協力会議
欧州委員会
民間財団
持続可能な農業のためのシンジェンタ財団
ケロッグ財団
フォード財団
ロックフェラー財団
各国政府
アイルランド
アメリカ合衆国
イギリス
イスラエル
イタリア
イラン・イスラム共和国
インド
インドネシア
ウガンダ
エジプト・アラブ共和国
オーストラリア
オーストリア
オランダ
カナダ
ケニア
コートジボワール
コロンビア
シリア･アラブ共和国
スイス
スウェーデン
スペイン
タイ
大韓民国
中華人民共和国
デンマーク
ドイツ
ナイジェリア
日本
ニュージーランド
ノルウェー
パキスタン
バングラデシュ
フィリピン
フィンランド
ブラジル
フランス
ペルー
ベルギー
ポルトガル
マレーシア
南アフリカ
メキシコ
モロッコ
ルーマニア
ルクセンブルク
ロシア連邦
（2004年9月時点）